# Vidatox
Vidatox é a marca de um medicamento homeopático obtido a partir de escorpião azul (Rhopalurus junceus). Foi desenvolvido em Cuba pelo laboratório estatal Labiofam. As pesquisas envonvendo o medicamento duraram mais de 15 anos.
Tem indicação no tratamento do câncer, resultando em melhorias na vida do paciente como ganho de peso, melhor apetite e diminuição de medicamentos tradicionais. Possui comprovadas ações anti-tumoral, anti-inflamatória e analgésica.